# Stadhuis van Kopenhagen
Het Stadhuis van Kopenhagen (Deens: Københavns Rådhus) is gelegen aan het plein Rådhuspladsen op de grens van het centrum van de stad en de wijk Vesterbro, nabij Tivoli en het Centraal Station. Het gebouw is ontworpen door architect Martin Nyrop en werd gebouwd in de periode 1892-1905. Nyrop liet zich voor het ontwerp inspireren door het stadhuis van Siena, Italië. Het stadhuis werd officieel op 12 september 1905 in gebruik genomen.
Het gebouw heeft een imponerende voorgevel met in het midden, boven het balkon, een gouden standbeeld van Absalon, de stichter van Kopenhagen. Boven Absalon een oudere versie van het wapen van Kopenhagen. Aan de linkerzijde staat de toren van het gebouw, die met zijn 105,6 meter het gebouw tot een van de hoogste van de stad maakt.
Het geluid van de klokken van de stadhuistoren is bij veel Denen bekend, doordat de Deense publieke omroep het geluid bij het radionieuws van 12.00 uur afspeelt (tot 2003 gebeurde dit live, sindsdien wordt een opname gebruikt). Ook luiden de raadhuisklokken voor veel Denen rechtstreeks op tv het nieuwe jaar in.
Voordat het stadhuis op Rådhuspladsen werd gebouwd, bevond het Kopenhaagse stadhuis zich op Gammeltorv/Nytorv. In de 19de eeuw was dit het gebouw waar nu de rechtbank is gevestigd.
- MusicBrainz: 6412d04d-7a66-468b-ad65-d9a04e6ac2b7
- Virtual International Authority File: 9421149296218880670003